# Rally de Avilés de 2001
El Rally de Avilés de 2001, oficialmente 25.º Rally de Avilés, fue la vigésimo quinta edición y la séptima cita de la temporada 2001 del Campeonato de España de Rally. Se celebró del 6 al 8 de julio y contó con un itinerario de doce tramos que sumaban un total de 158,7 km cronometrados.

## Itinerario
| Día   | Tramo | Nombre                 | Distancia | Ganador               | Líder                 |
| ----- | ----- | ---------------------- | --------- | --------------------- | --------------------- |
| Día 1 | TC1   | Vegafriosa-Cañedo      | 12.62 km  | Salvador Cañellas jr. | Salvador Cañellas jr. |
| Día 1 | TC2   | Omedas-Artedo          | 10.91 km  | Luis Monzón           | Luis Monzón           |
| Día 1 | TC3   | Esqueiro-Soto de Luiña | 14.33 km  | Salvador Cañellas jr. | Luis Monzón           |
| Día 1 | TC4   | Vegafriosa-Cañedo      | 14.73 km  | Luis Monzón           | Luis Monzón           |
| Día 1 | TC5   | Omedas-Artedo          | 10.91 km  | Luis Monzón           | Luis Monzón           |
| Día 1 | TC6   | Esqueiro-Soto de Luiña | 14.33 km  | Luis Monzón           | Luis Monzón           |
| Día 1 | TC7   | Solís-Arlos            | 10.77 km  | Luis Monzón           | Luis Monzón           |
| Día 1 | TC8   | San Pedro              | 16.00 km  | Luis Monzón           | Luis Monzón           |
| Día 1 | TC9   | Santoseso              | 12.62 km  | Luis Monzón           | Luis Monzón           |
| Día 1 | TC10  | Solís-Arlos            | 10.77 km  | Salvador Cañellas jr. | Luis Monzón           |
| Día 1 | TC11  | San Pedro              | 16.00 km  | Salvador Cañellas jr. | Luis Monzón           |
| Día 1 | TC12  | Santoteso              | 12.62 km  | Luis Monzón           | Luis Monzón           |

## Clasificación final
| Pos. | Piloto                | Copiloto            | Automóvil                 | Tiempo    | Diferencia |
| ---- | --------------------- | ------------------- | ------------------------- | --------- | ---------- |
| 1.   | Luis Monzón           | José Carlos Déniz   | Peugeot 206 WRC           | 1:41:46.0 | 0.0        |
| 2.   | Salvador Cañellas jr. | Alberto Sanchís     | SEAT Córdoba WRC Evo3     | 1:44:21.0 | +2:35.0    |
| 3.   | Dani Solà             | David Moreno        | Citroën Saxo Kit Car      | 1:46:08.0 | +4:22.0    |
| 4.   | Miguel Ángel Fuster   | José Vicente Medina | Citroën Saxo Kit Car      | 1:47:27.0 | +5:41.0    |
| 5.   | Sergio Vallejo        | Diego Vallejo       | Fiat Punto Kit Car        | 1:48:16.0 | +6:30.0    |
| 6.   | Joan Vinyes           | Xavier Lorza        | SEAT Ibiza GTi 16V Júnior | 1:48:59.0 | +7:13.0    |
| 7.   | Alberto Hevia         | Alberto Iglesias    | Renault Clio Sport        | 1:49:19.0 | +7:33.0    |
| 8.   | José Piñón            | Enrique Velasco     | Renault Clio Sport        | 1:50:05.0 | +8:19.0    |
| 9.   | Javier Azcona         | Alejandro Noriega   | Renault Clio Sport        | 1:50:51.0 | +9:05.0    |
| 10.  | Miguel Martínez-Conde | Adrián Ruíz         | Renault Clio Sport        | 1:51:11.0 | +9:25.0    |